# Майк Ходжис
Майк Ходжис (на английски: Mike Hodges) е английски режисьор и сценарист.

## Биография
Той е роден на 29 юли 1932 година в Бристъл. Завършва счетоводство, но започва работа в телевизията, първоначално като техник, а след това като сценарист, режисьор и продуцент. Дебютира в киното като сценарист и режисьор на успешния филм „Хванете Картър“ („Get Carter“, 1971). През следващите години продължава да режисира филми за киното и телевизията.

## Избрана филмография
| Година | Филм           | Оригинално заглавие |
| ------ | -------------- | ------------------- |
| 1971   | Хванете Картър | Get Carter          |
| 1978   | Поличбата 2    | Damien: Omen II     |